# Stephansposching
Stephansposching là một đô thị ở huyện Deggendorf bang Bayern nước Đức. Đô thị Stephansposching có diện tích km², dân số thời điểm ngày 31 tháng 12 năm 2006 là người.